# Kathedrale von La Rioja

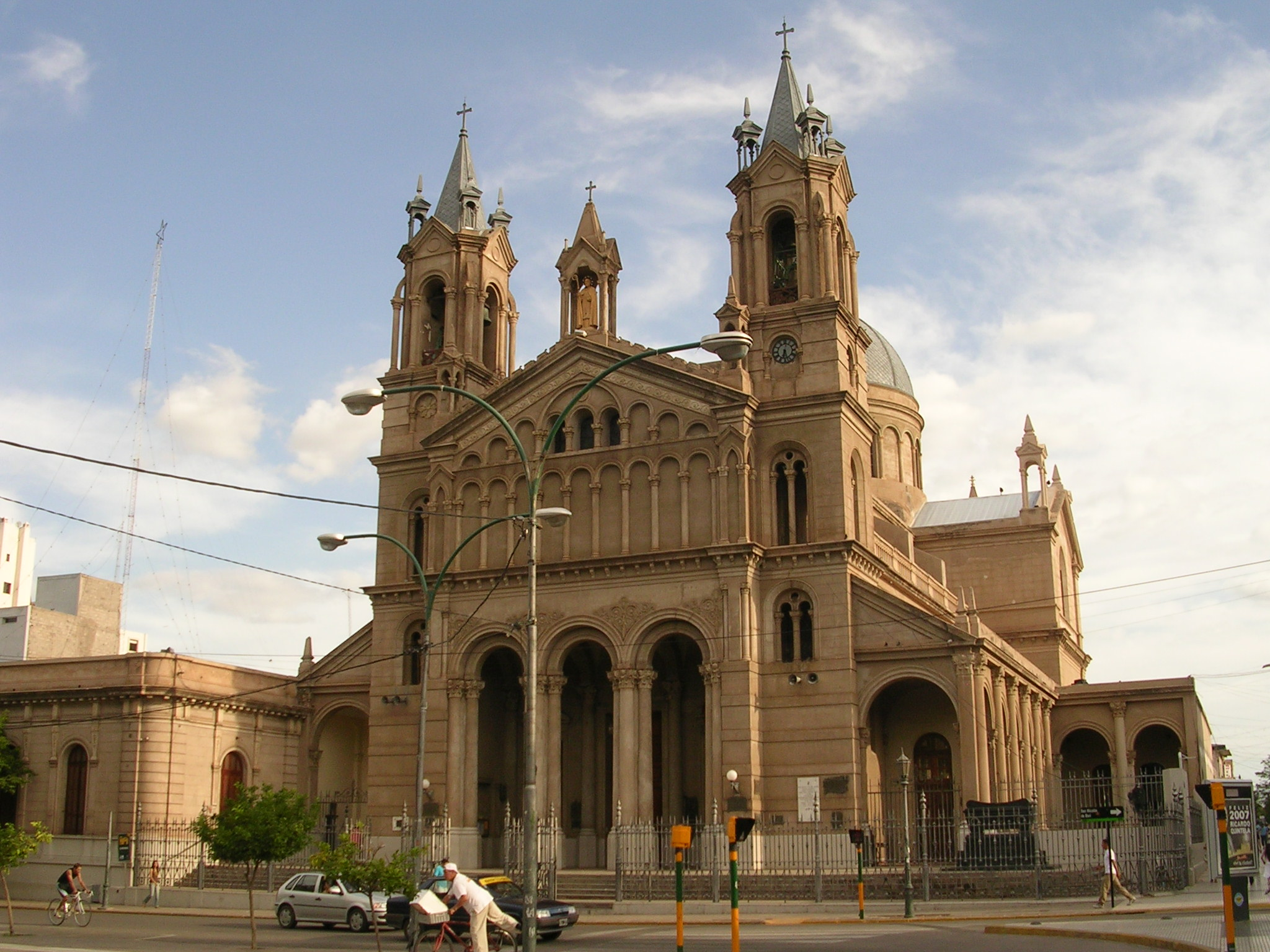
Kathedrale von La Rioja

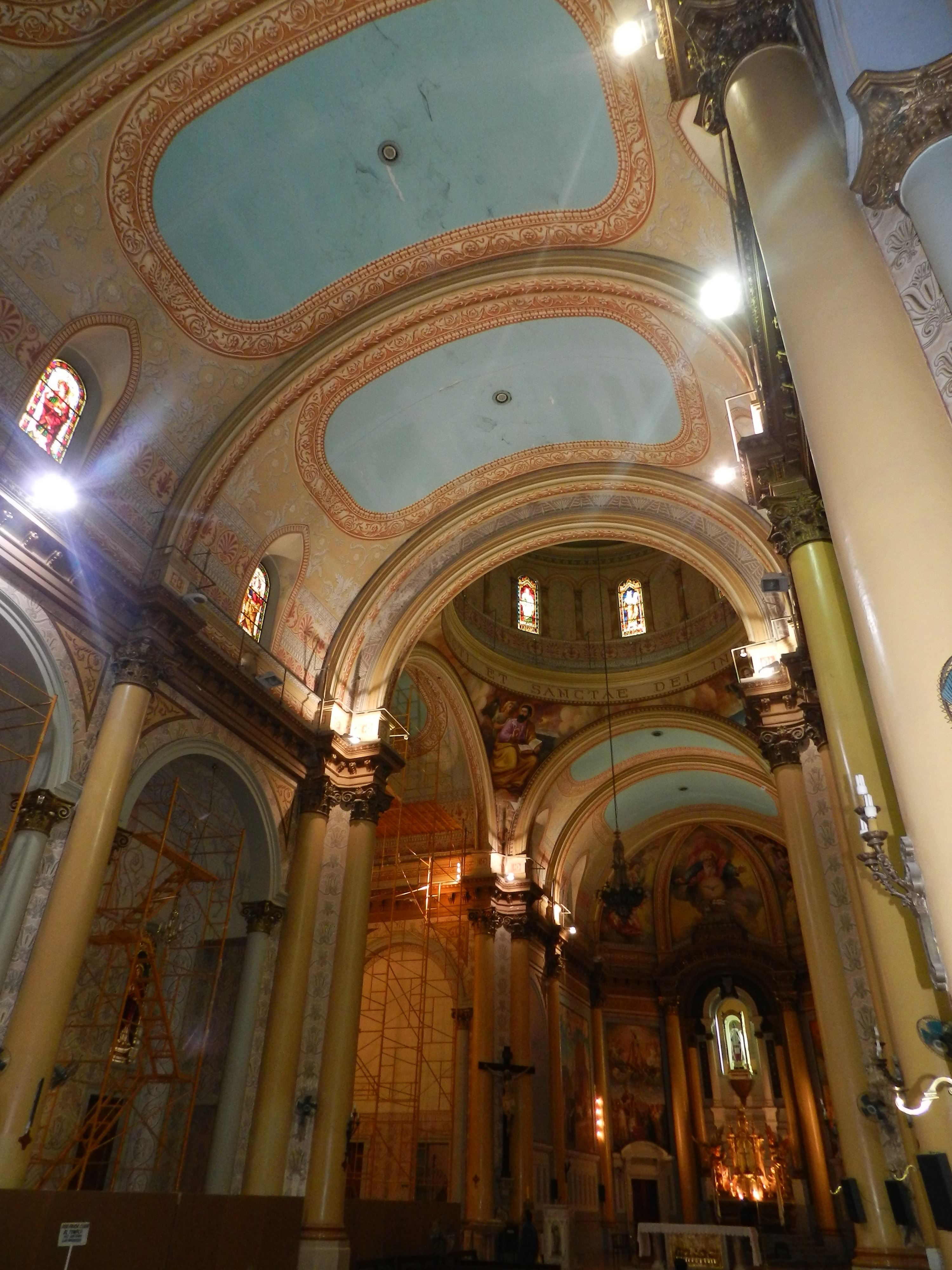
Innenraum

Die Kathedrale von La Rioja oder die Kathedralbasilika St. Nikolaus (spanisch Catedral Basílica de San Nicolás de Bari) ist eine Kirche in der Stadt La Rioja, Hauptstadt der gleichnamigen Provinz im Nordwesten Argentiniens. Die Kathedrale des Bistums La Rioja ist dem hl. Nikolaus von Myra gewidmet und trägt den Titel einer Basilica minor.

## Geschichte
Bei dem Erdbeben von 1894 wurde die ganze Stadt La Rioja einschließlich der Nikolauskirche zerstört. An ihrer Stelle wurde die heutige Kirche bis 1910 fertiggestellt und 1912 geweiht. Mit Schaffung des Bistums La Rioja wurde die Kirche 1934 zur Kathedrale erhoben. In der Sakristei steht ein schwarzes Bildnis des Bischofs Nikolaus. Die 1,44 Meter hohe Nussholzschnitzerei des 17. Jahrhunderts stammt aus Peru. Am 29. Juni 1920 führte Bischof Abel Bazán y Bustos im Namen von Papst Benedikt XV. eine kanonische Krönung mit einer von Papst Pius X. gesegneten Krone durch, was jährlich Anfang Juli gefeiert wird. 1955 verlieh Papst Pius XII. der Kathedrale den Titel einer Basilica minor.

## Architektur
Die Kirche wurde von dem Architekten Juan B. Arnaldi entworfen und mischt verschiedene historistische Stile. Teile dieses Eklektizismus bilden der neobyzantinische Stil in der Fassade, die Neogotik der Glockentürme und die barock-italienische Proportion der Vierungskuppel über einem Tambour. Die farbenprächtige, einschiffige Kirche besitzt ein Querhaus und Seitenschiffe andeutende Kapellen. Die Tonnengewölbe werden durch Stichkappen beleuchtet.
Im Atrium befindet sich das Mausoleum von Pedro Ignacio de Castro Barros, der die Provinz in der Versammlung des Jahres 1813 und im Kongress von Tucumán von 1816 vertrat. Im Inneren der Kirche wurde der sel. Bischof Enrique Angelelli beigesetzt, 1976 Opfer der Militärdiktatur in Argentinien.